# Casa Dosoftei
Casa Dosoftei, numită și Casa cu arcade, este o clădire veche din municipiul Iași, construită în secolul al XVIII-lea. Este situată în centrul orașului, pe str. Anastasie Panu nr. 69, în preajma vechii Curți Domnești, vizavi de Biserica „Sf. Neculai Domnesc”. În prezent, ea găzduiește secția de literatură veche a Muzeului Literaturii Române din Iași, înființată în 1970.
Casa tiparniță a mitropolitului Dosoftei a fost inclusă pe Lista monumentelor istorice din județul Iași din anul 2015, având codul de clasificare  IS-II-m-A-03963. Pe această listă este trecut 1677 ca an al construirii acestui edificiu.

## Istoric

### Datarea monumentului și rolul său inițial
Această casă cu arcade a făcut parte inițial din incinta Bisericii „Sf. Neculai Domnesc”, construită de Ștefan cel Mare în perioada 1491-1492. Ea era inclusă în zidul de incintă de pe latura nordică al acestui lăcaș de cult. Zidul de incintă se mai păstrează astăzi doar pe porțiunea de sud-est (în fața Hotelului Moldova) și în peretele acestei clădiri. Casa Dosoftei este cunoscută și sub numele de „casa cu arcade”, datorită porticului înalt, cu cinci arcade.
Cercetătorii istorici au emis opinii diferite cu privire la perioada în care a fost construită această clădire și a destinației sale inițiale. După analizarea caracteristicilor sale arhitectonice, Orest Tafrali a susținut, în articolul Curțile domnești din Iași (publicat în Arta și Arheologia, fasc. 7-8 (1931-1832), p. 83), că această clădire ar data din vremea lui Alexandru Lăpușneanu (1552-1561, 1564-1568) și că ar fi fost reședința mitropolitului, după strămutarea capitalei Moldovei la Iași.
Alți cercetători, printre care Nestor Vornicescu și Petru Comarnescu, au considerat că aici ar fi fost locuința mitropolitului cărturar Dosoftei Barilă (1671-1674, 1675-1686) sau că aici ar fi funcționat, între anii 1679 și 1686, prima tiparniță din Moldova, înființată de același mitropolit, unde au fost tipărite Dumnezeiasca Liturghie (1679, 1683), Psaltirea de-nțeles (1680), Molitălvnic de-nțeles (1683), Parimiile preste an (1683) și Viața și petriaceria sfinților (4 vol., 1682-1686).
Săpăturile arheologice efectuate în anii 1966-1968 în interiorul casei și pe latura sa estică au infirmat aceste ipoteze. În a doua jumătate a secolului al XVII-lea, pe locul aceste clădiri a existat un cimitir. Istoricii Dan Bădărău și Ioan Caproșu au presupus că această casă a fost construită în secolul al XVIII-lea, după refacerea zidului de incintă al Bisericii „Sf. Nicolae Domnesc” la 1677 de către Antonie Ruset (1675-1678) și după abandonarea cimitirului. După aceiași cercetători, clădirea a fost înălțată de un negustor, de aceea nu există referiri în cronicile vremii.
Casa are formă aproape cubică și este construită din piatră. În partea frontală are un pridvor prevăzut cu arcade în plin cintru, susținute pe coloane de piatră, iar în partea posterioară se află patru încăperi amplasate pe două nivele, cu ferestre mici de formă pătrată. Încăperile de pe partea posterioară serveau ca depozit, iar în partea dinspre stradă se afla o galerie deschisă pe arcade în care erau expuse în timpul zilei mărfurile de vânzare. Această casă cu arcade este ultima clădire rămasă dintre dughenile existente altă dată în mahalaua negustorească a Sfintei Vineri. Ca stil, clădirea se apropie de dughenile existente și astăzi în cartierele cu specific turcesc din Istanbul (Turcia) sau în alte zone din preajma Mării Negre, cum ar fi Kutaisi (Georgia).
După începerea lucrărilor de restaurare la Biserica „Sf. Nicolae Domnesc”, în 1884, preotul paroh Gavriil Ursu a amenajat în această casă un paraclis, aducând aici Sfânta Masă, catapeteasma altarului Sf. Ștefan (unul dintre cele trei altare a bisericii, aflat pe latura nordică) și icoana Sfântului Mina Egipteanul, considerată a fi făcătoare de minuni.

### Restaurarea și transformarea în muzeu
Casa Dosoftei a fost restaurată de către Direcția Monumentelor Istorice între anii 1966 și 1969, vechile ziduri fiind conservate în bună stare. Acoperișul casei a fost refăcut după o stampă din 1845 a lui J. Rey. În această clădire a fost deschisă, la 7 august 1970, secția de literatură veche a Muzeului Literaturii Române din Iași.
În muzeu se găsesc exponate unicat, cum ar fi:
- manuscrise și cărți vechi - o copie a unui Pateric (manuscris slavon din 1350-1380), un Liturghier tipărit de Macarie (1508, considerat prima tipăritură de pe teritoriul românesc), un Apostol copiat de popa Bratu din Brașov (1559-1560), un Molitvelnic tipărit de Dimitrie Liubavici, un Triod tipărit de Coresi (1578), Psaltirea slavonă tipărită de Coresi, Cartea românească de invățătură sau Cazanie (scrisă de mitropolitul Varlaam Moțoc în 1643, considerată prima tipăritură în limba română din Moldova), Psaltirea în versuri (tipărită de mitropolitul Dosoftei în 1673) și o Evanghelie din 1682, ce a aparținut tot mitropolitului, Biblia de la București (tipărită de Șerban Cantacuzino în 1688), un Hronograf care a aparținut lui Mihai Eminescu, precum și cele mai vechi copii ale letopisețelor lui Grigore Ureche și Miron Costin.
- o colecție de icoane din secolele al XVI-lea - al XVIII-lea
- o machetă de tiparniță din timpul mitropolitului Dosoftei

În anul 1975, în semn de omagiu față de marele cărturar Dosoftei, unul dintre primii care au promovat tipărirea de cărți în limba română, a fost dezvelită o statuie din bronz realizată de către sculptorul ieșean Iftimie Bârleanu. Această statuie a fost inclusă pe Lista monumentelor istorice din județul Iași din anul 2015, având codul de clasificare IS-III-m-B-04315.
Mitropolitul și cărturarul moldovean Dosoftei Barilă (1624-1693) a fost canonizat de către Sfântul Sinod al Bisericii Ortodoxe Române în ședința sa din 5-6 iulie 2005, pentru viața pilduitoare a învățatului Ierarh Dosoftei, evlavia sa călugărească și înțelepciunea sa sfântă, în tâlcuirea cuvântului lui Dumnezeu, pentru luminarea slujitorilor sfintelor altare și a poporului credincios, precum și păstrarea dreptei credințe, având data de prăznuire anuală la 13 decembrie. Ca urmare a acestei decizii, la 13 octombrie 2005 s-a săvârșit o slujbă de resfințire a Casei Dosoftei din Iași, de către patriarhul Teoctist al Bisericii Ortodoxe Române, împreună cu mitropolitul Daniel Ciobotea al Moldovei și Bucovinei și cu mitropolitul Panteleimon Kalpakidis de Veria, Nausa și Kampania (Grecia). A doua zi după această ceremonie, s-a oficiat proclamarea oficială a canonizării în Catedrala Mitropolitană din Iași, în cadrul Sfintei Liturghii celebrate de către aceeași ierarhi.

## Imagini

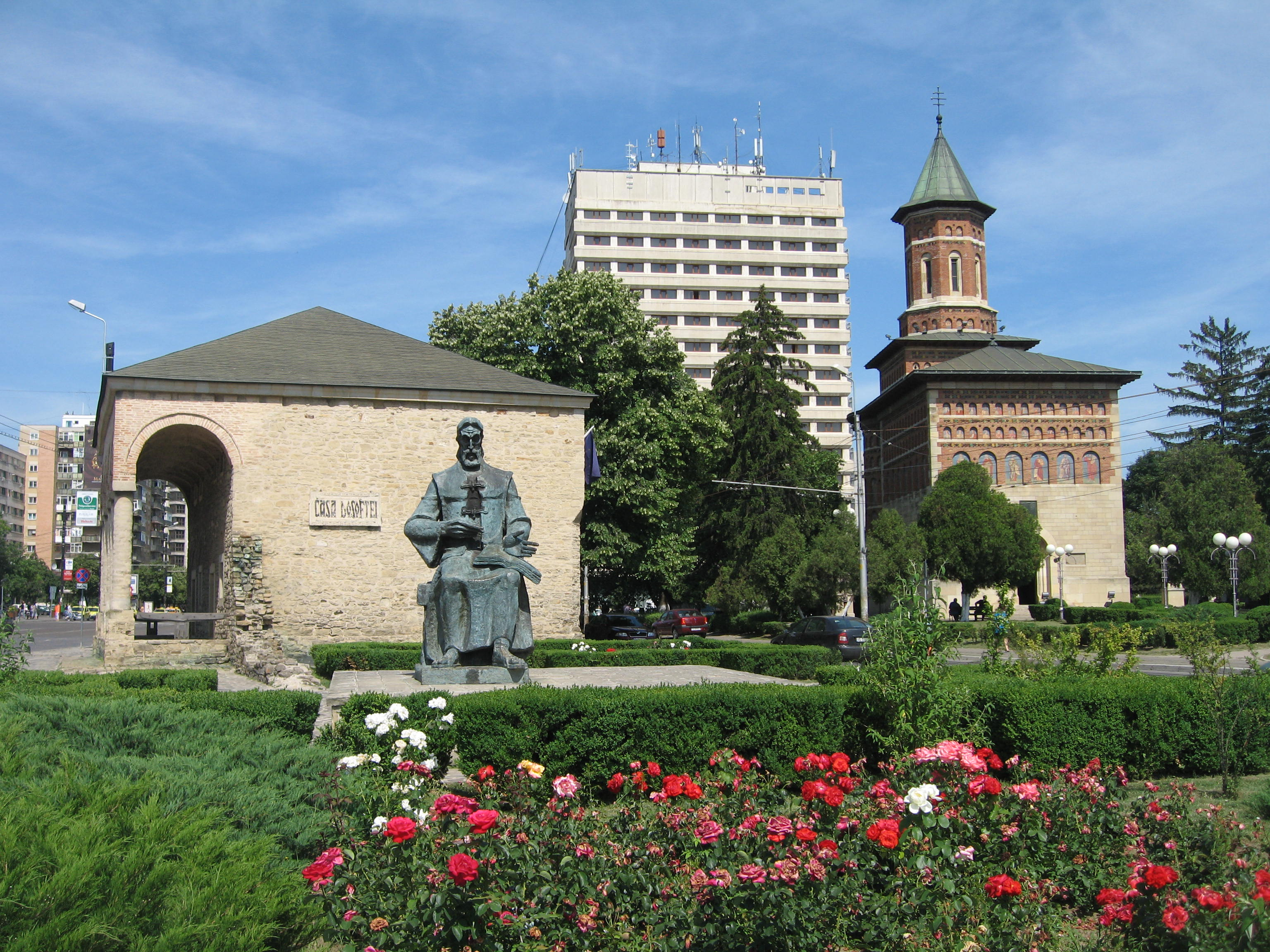
Statuia lui Dosoftei. În spate, Casa Dosoftei. În dreapta imaginii, Biserica „Sf. Nicolae Domnesc”.
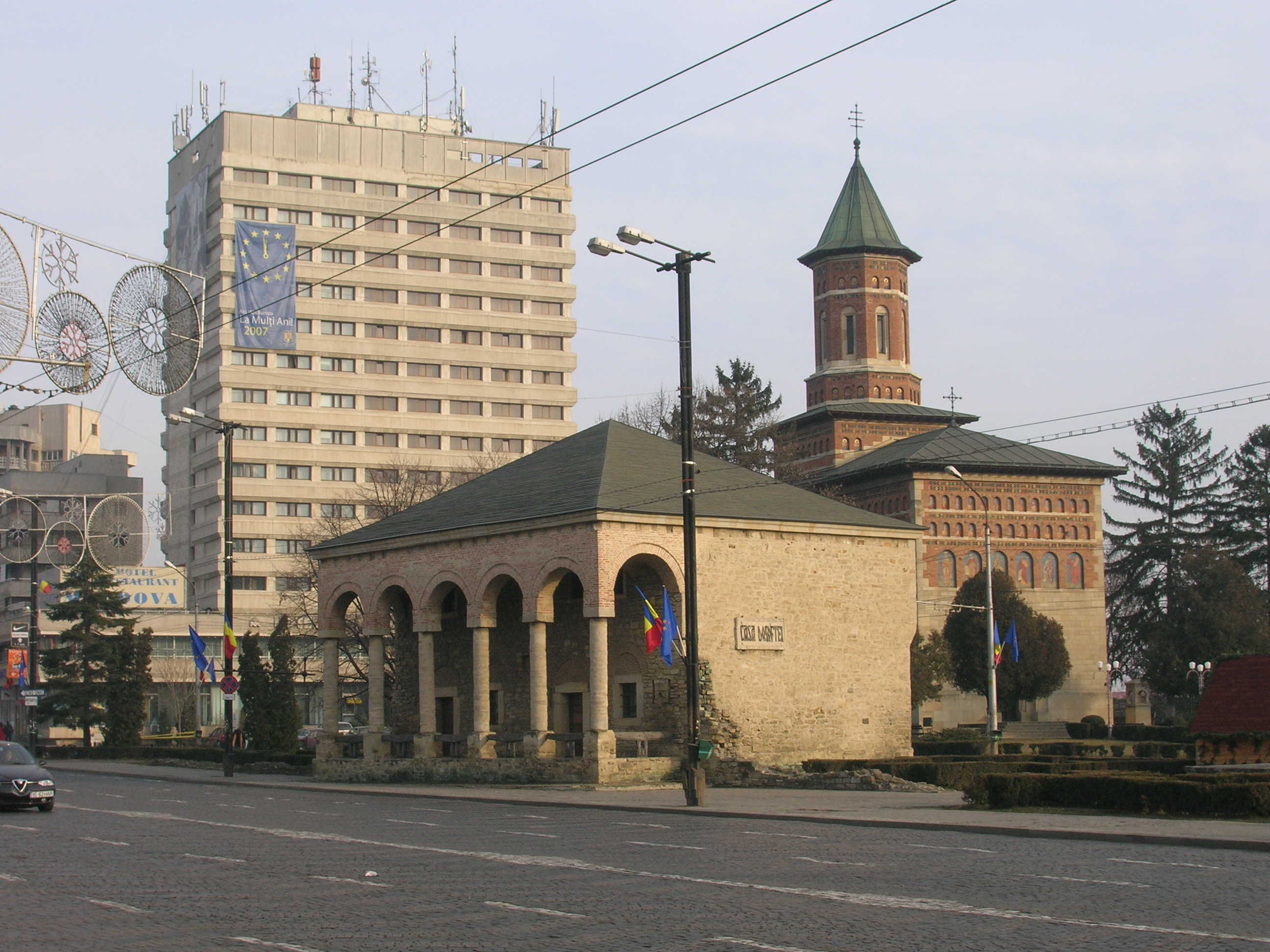
Vedere dinspre nord-vest
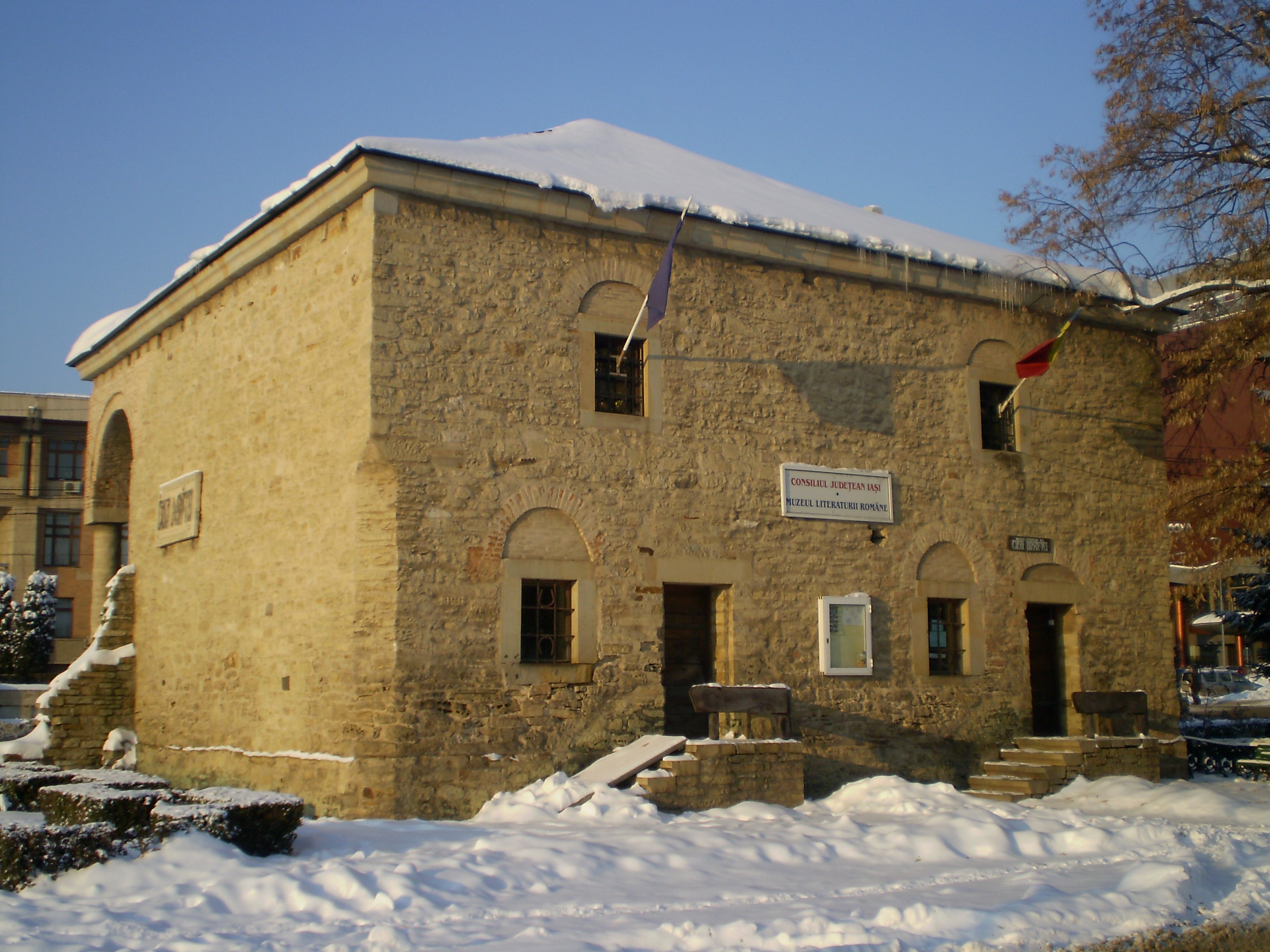
Vedere dinspre sud-vest
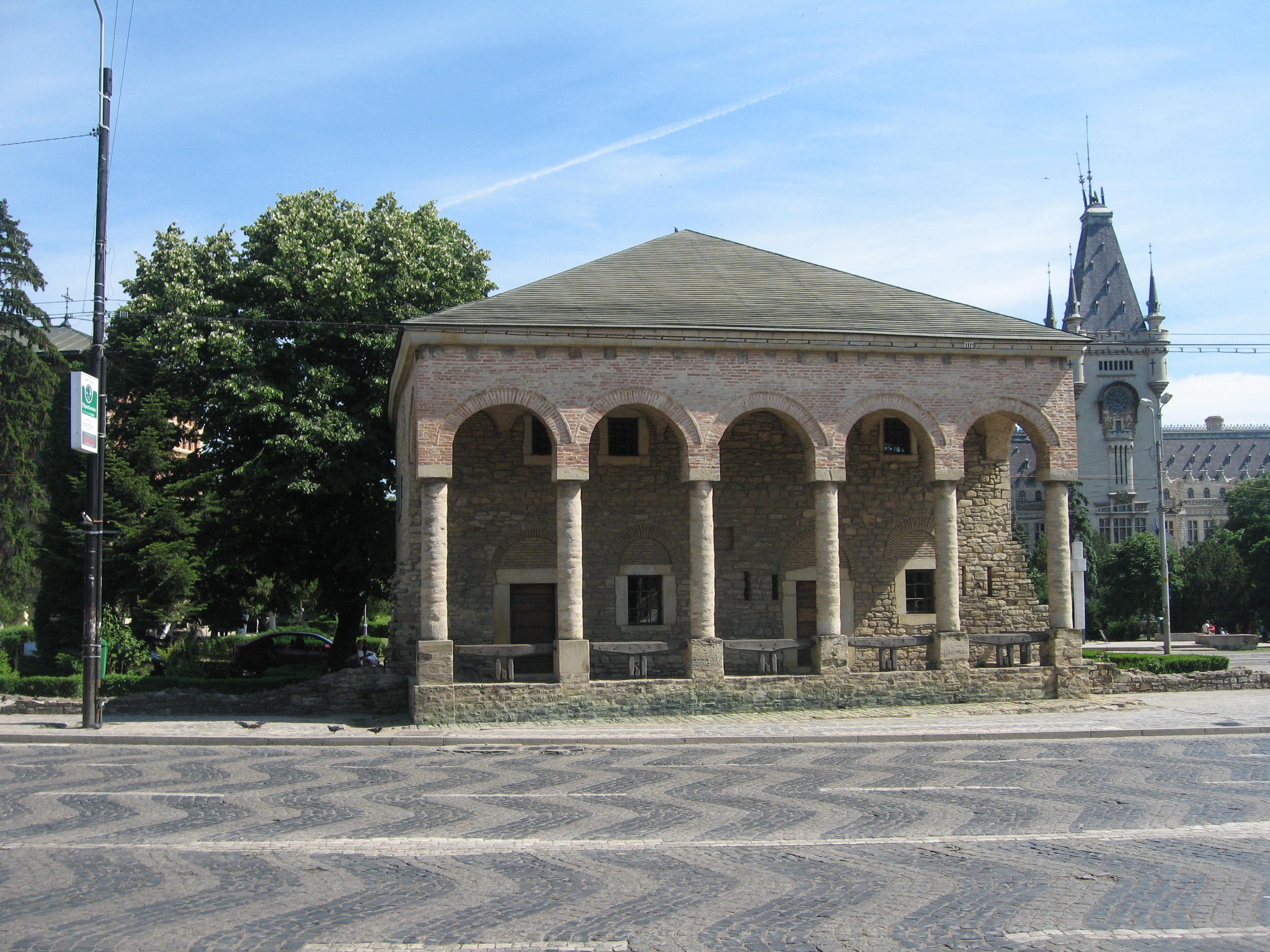
Casa Dosoftei și Palatul Culturii
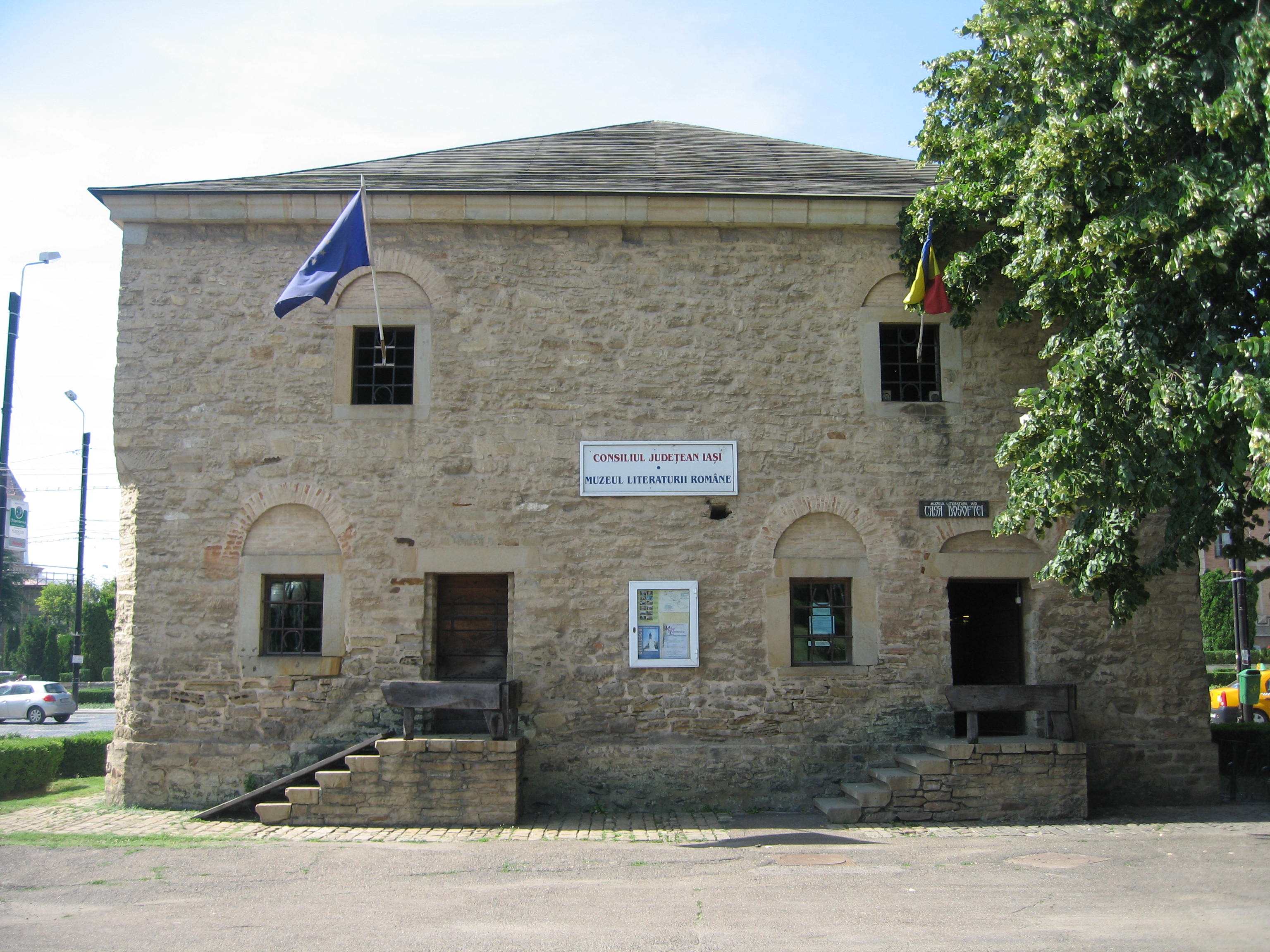
Casa Dosoftei privită dinspre Palatul Culturii
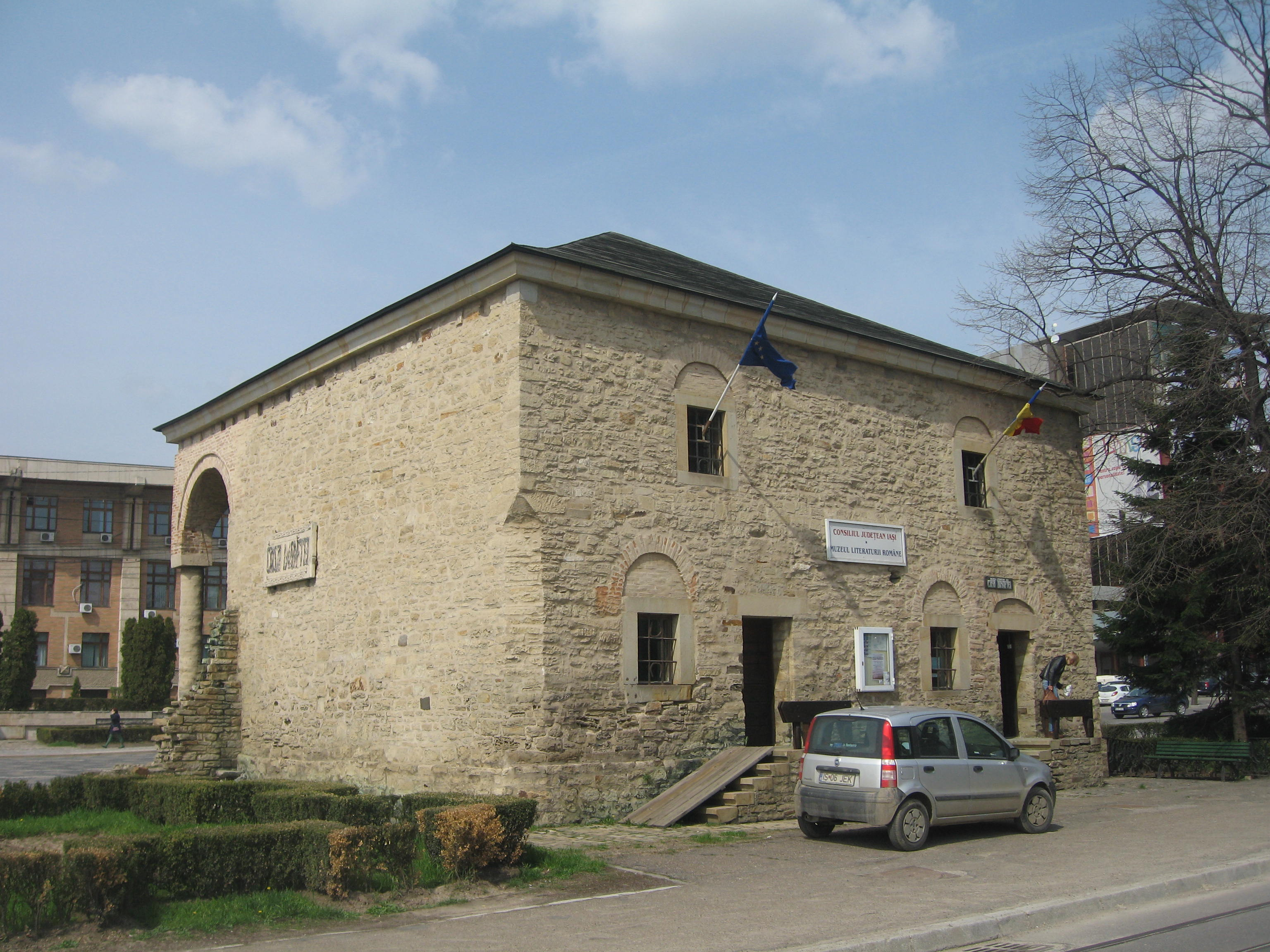
Vedere dinspre sud-vest
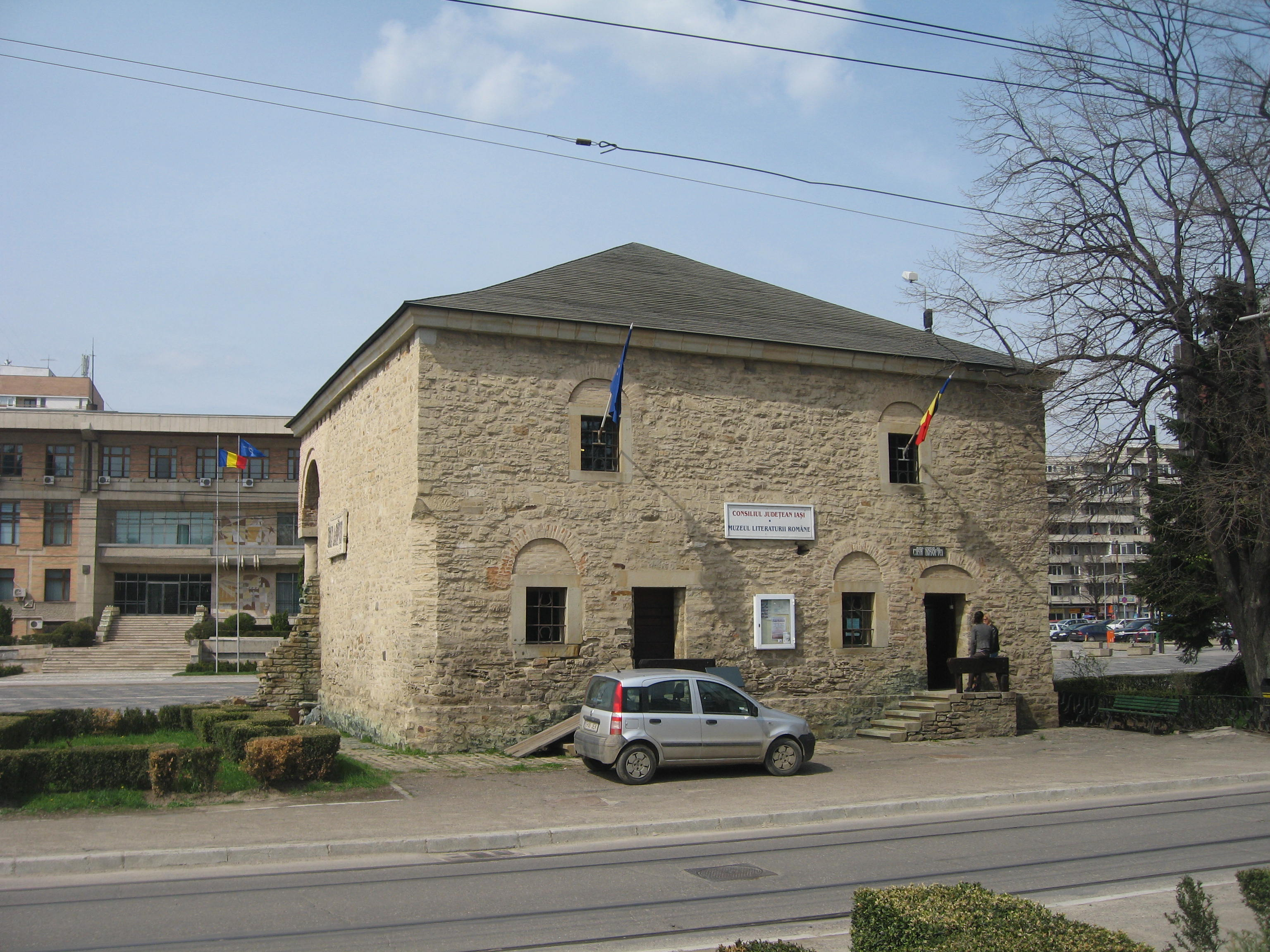
Vedere dinspre sud-vest
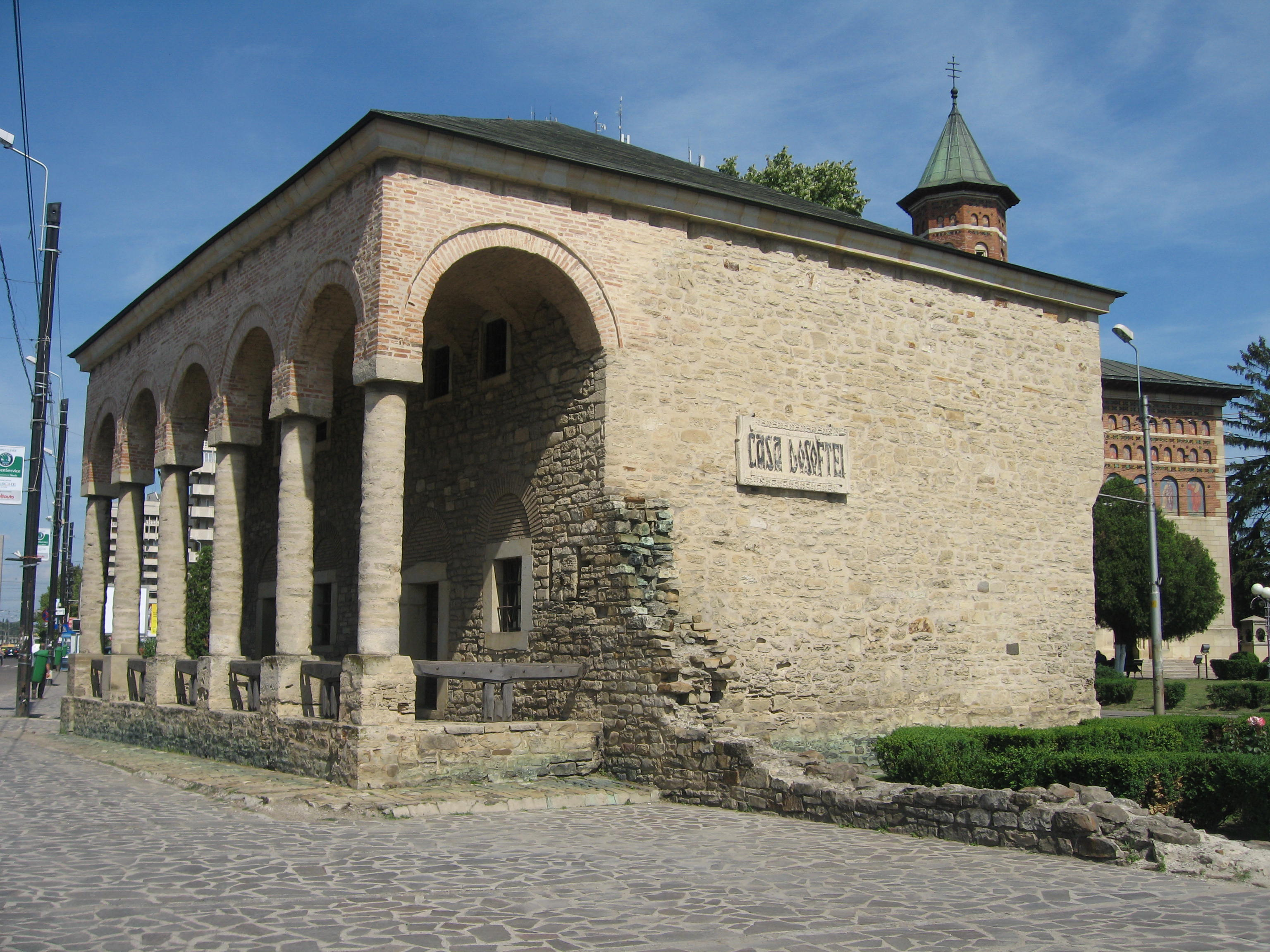
Latura vestică
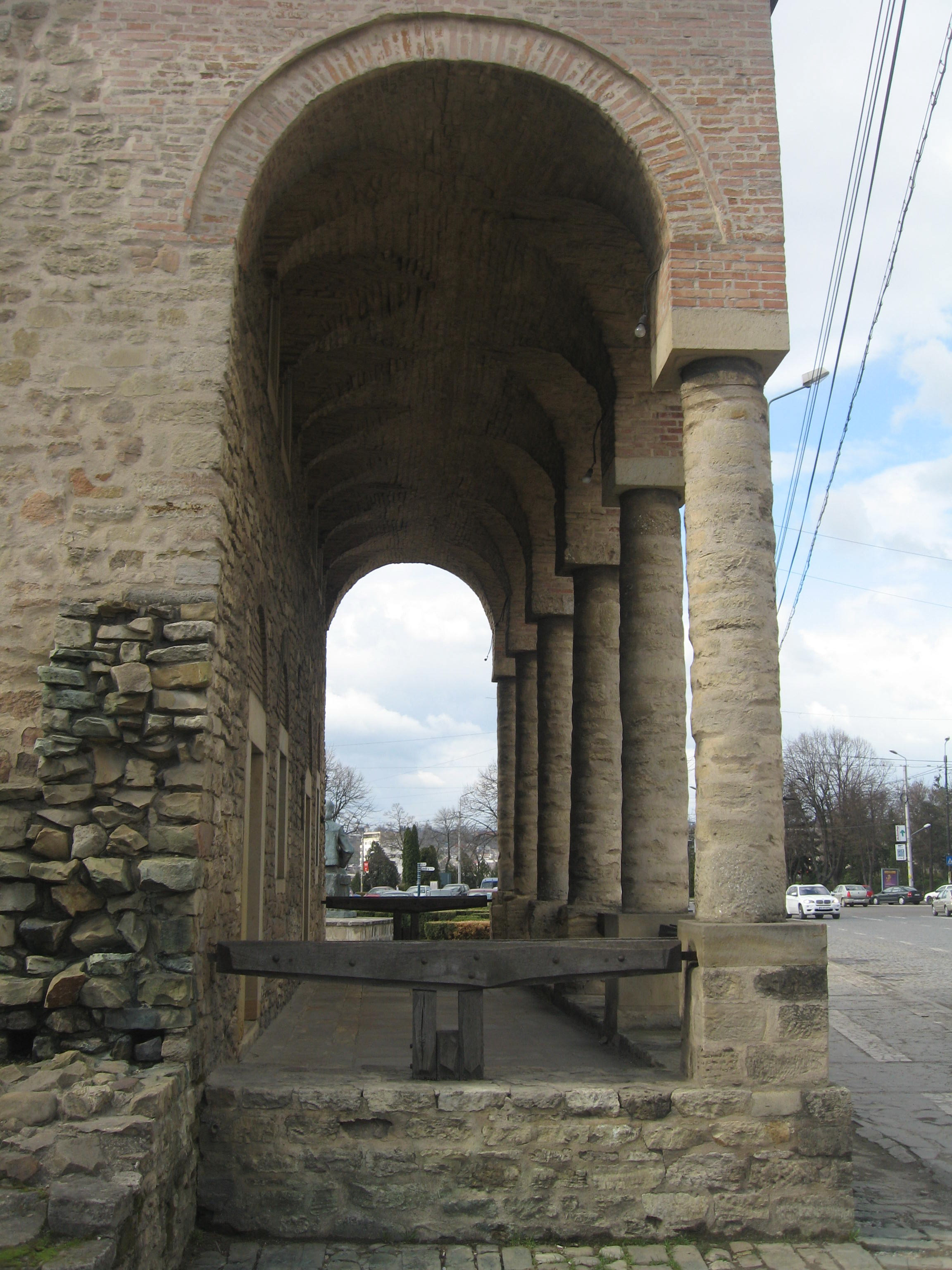
Arcadele clădirii
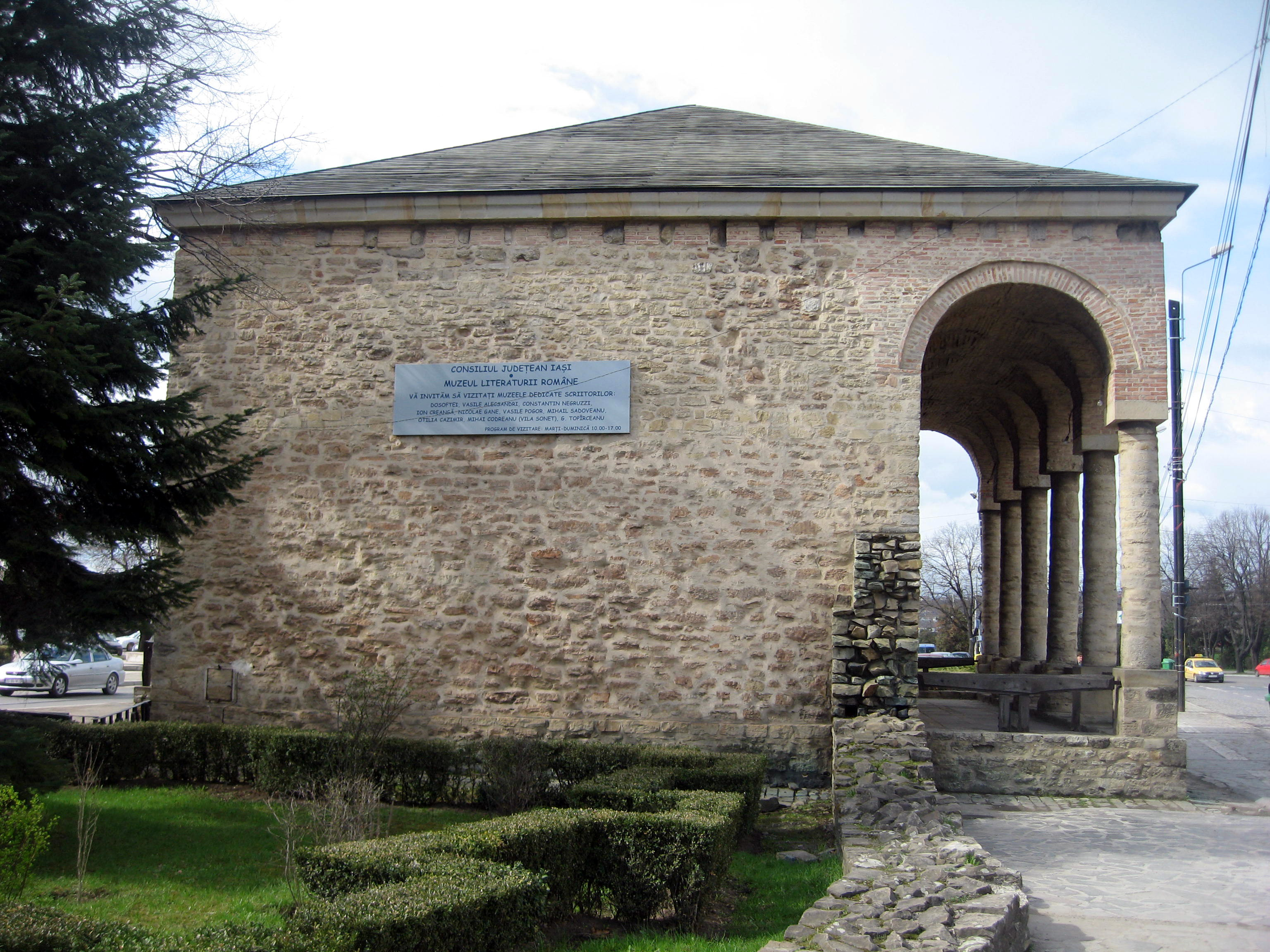
Latura estică
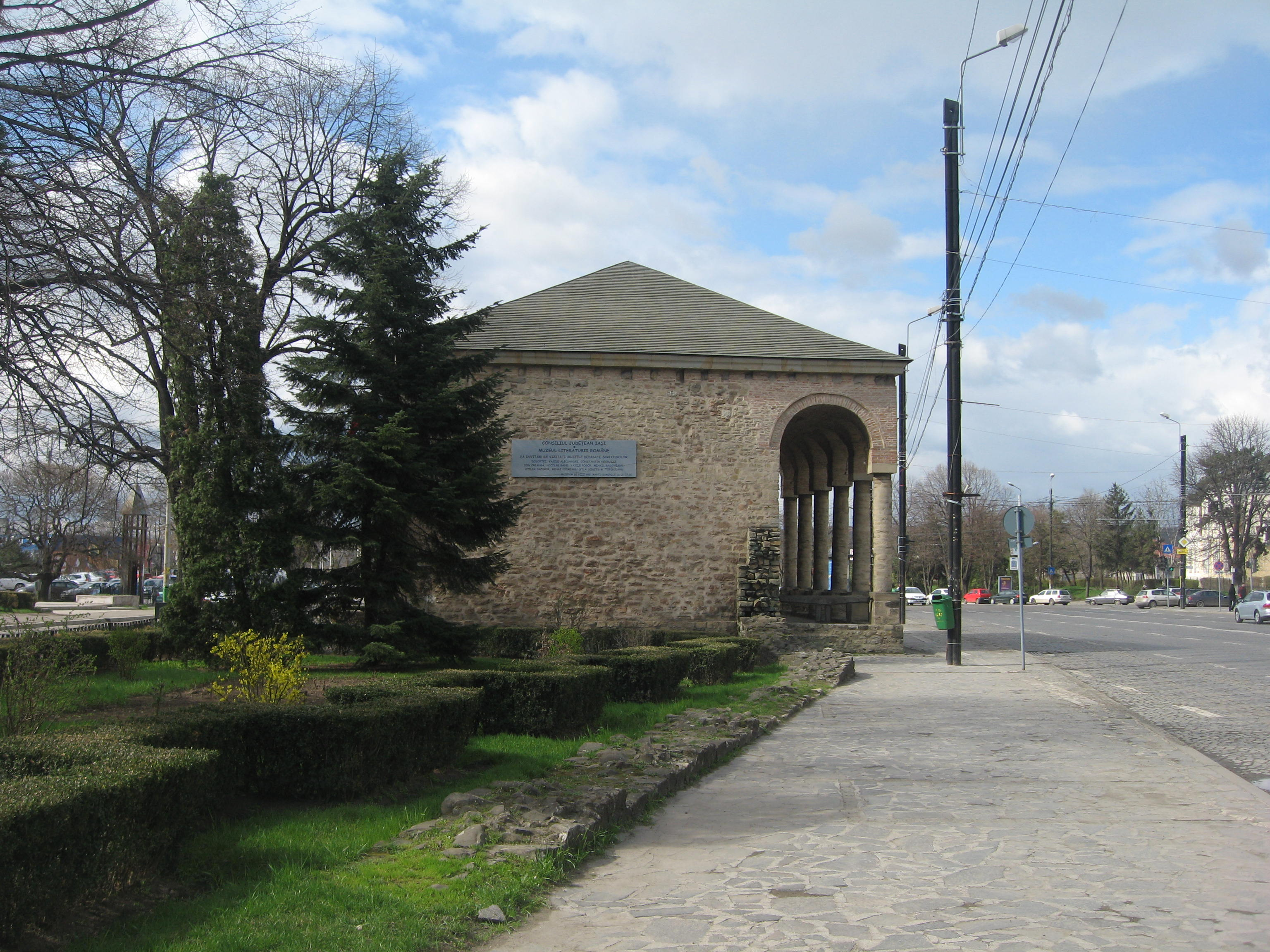
Vedere dinspre est. Se observă porțiuni din zidul de incintă al Bisericii „Sf. Nicolae Domnesc”
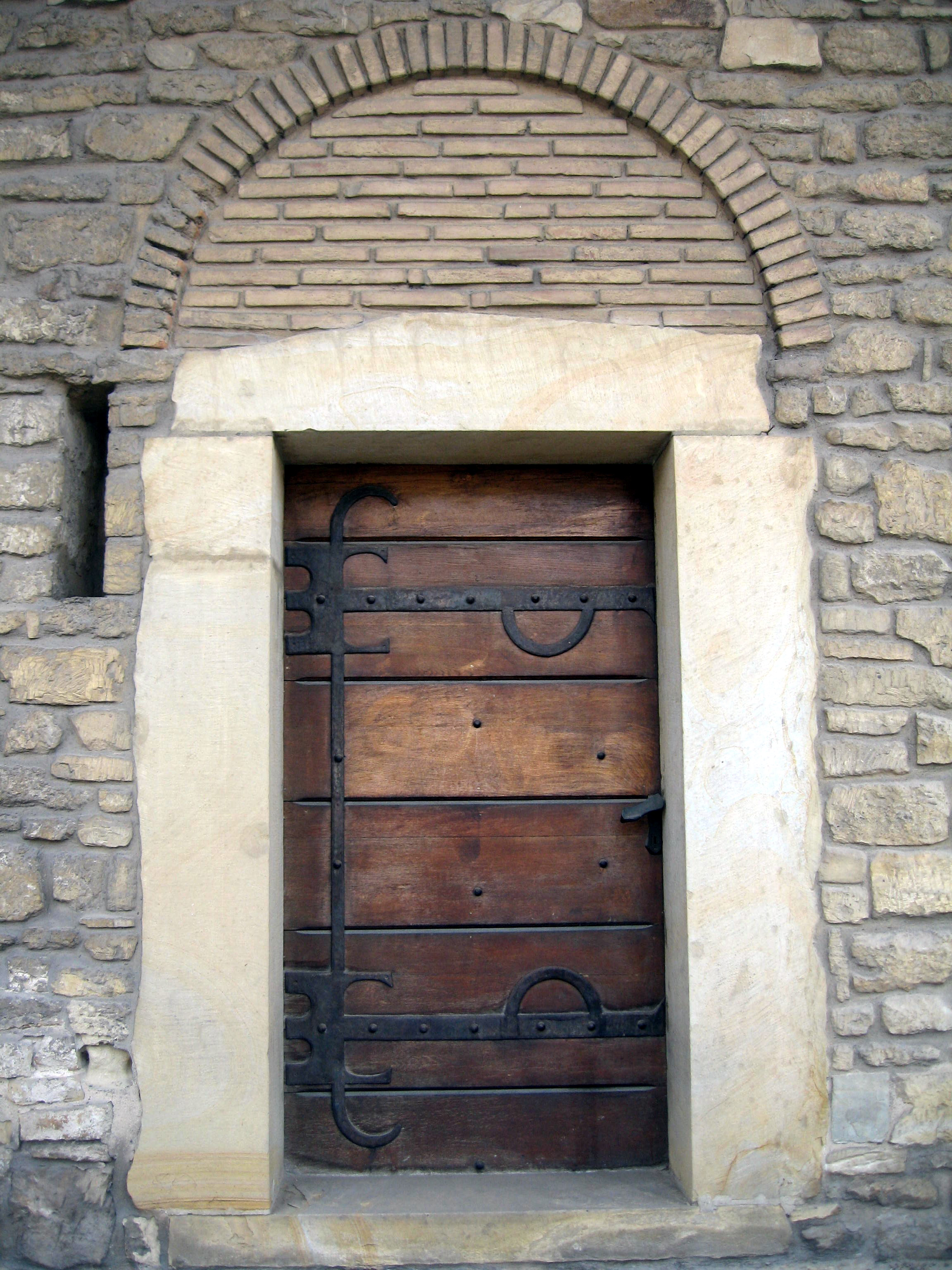
Ușă de pe latura nordică
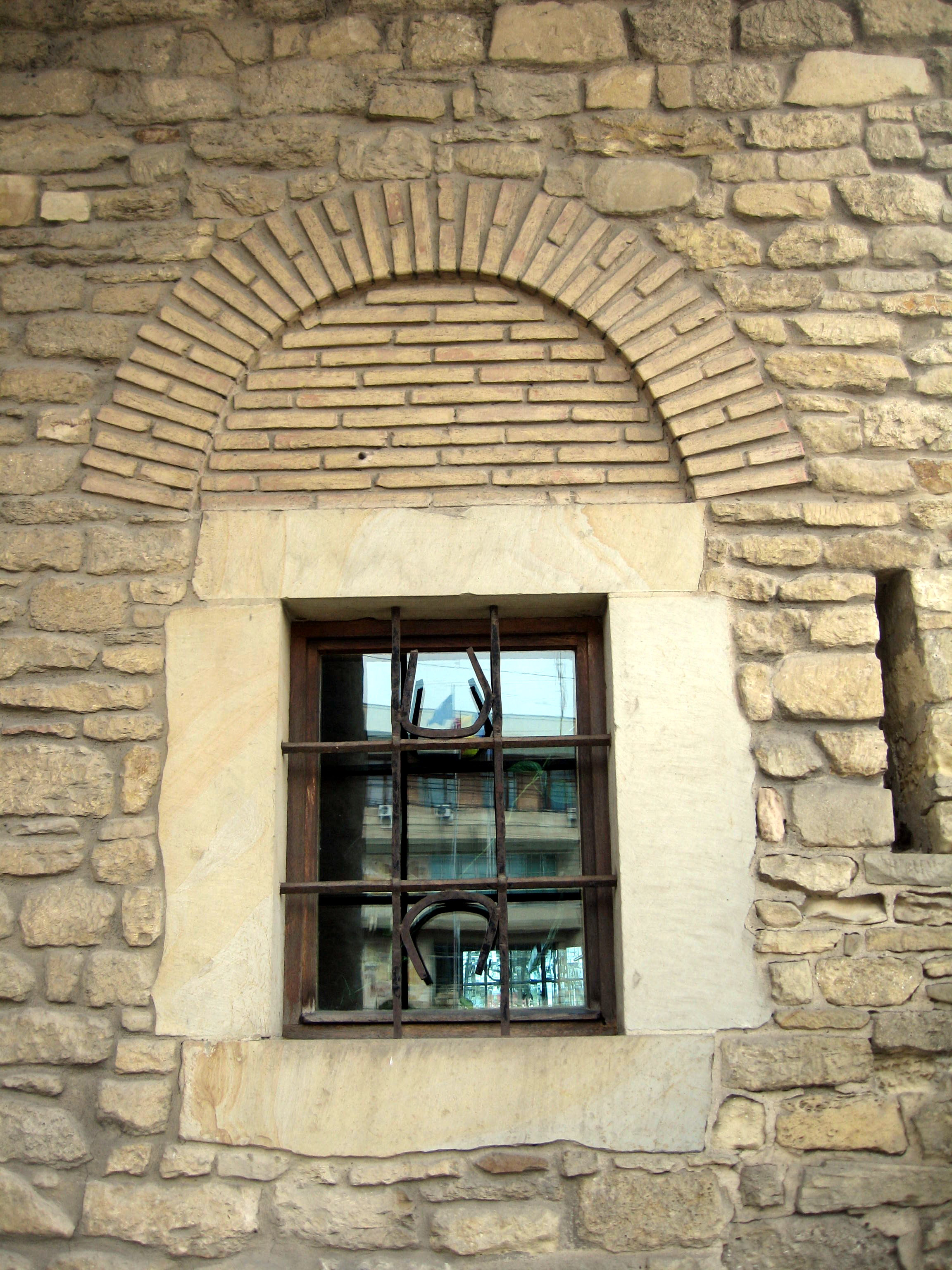
Fereastră a clădirii
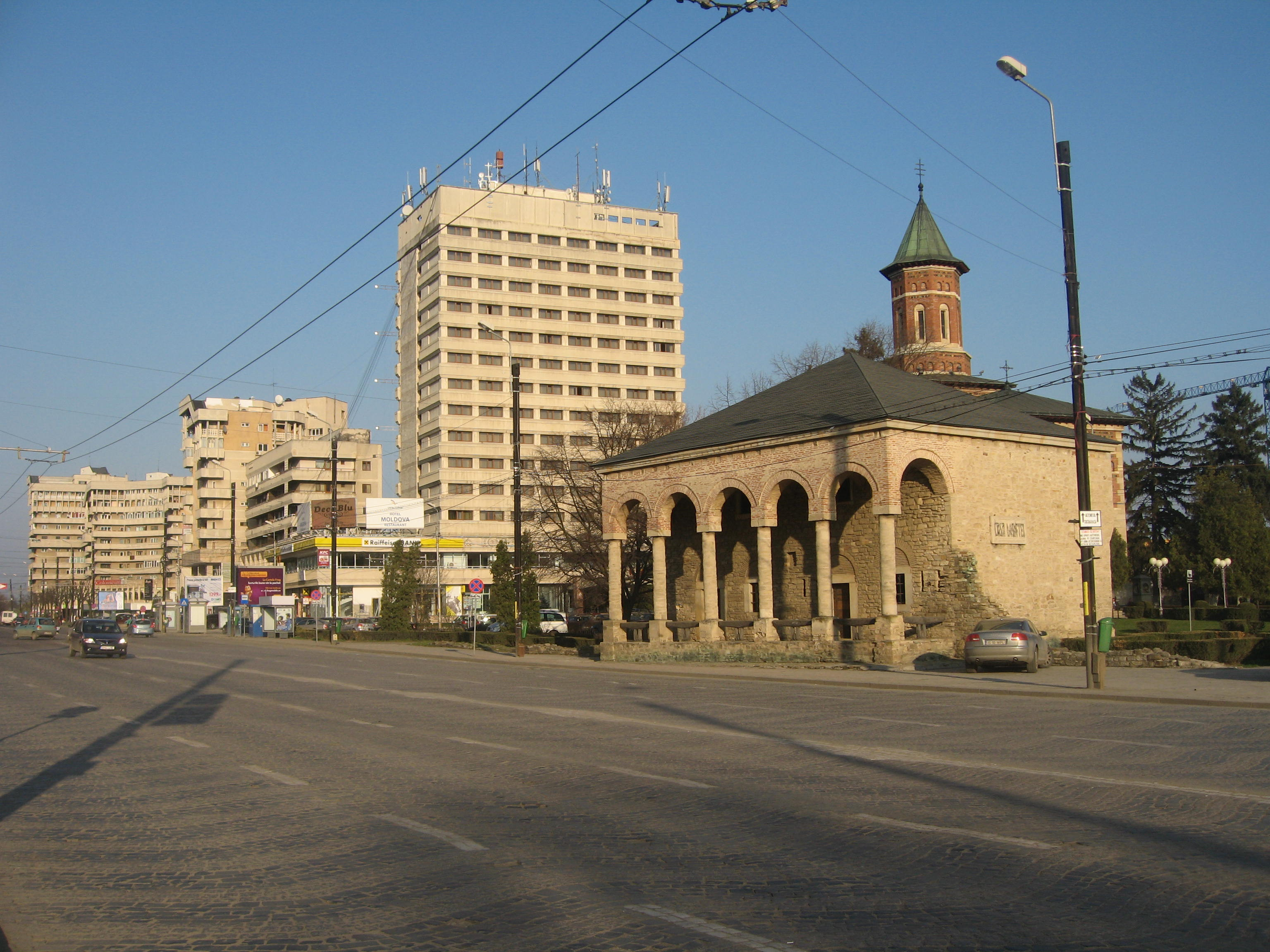
Vedere a Bulevardului Anastasie Panu cu Casa Dosoftei în prim-plan
Statuia lui Dosoftei. În spate, Casa Dosoftei.
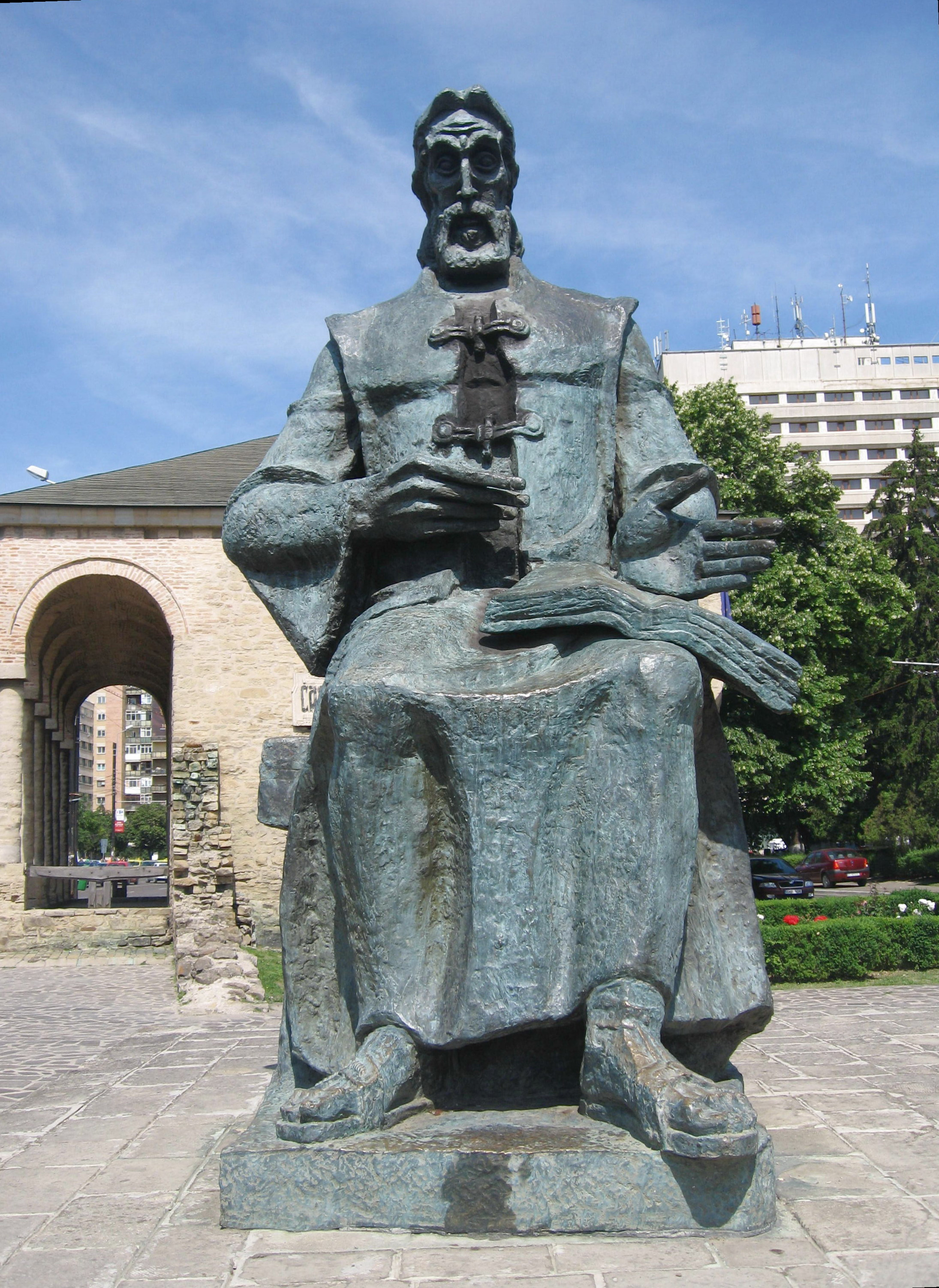
Statuia lui Dosoftei

## Legături externe
- Scanare 3D a Casei Dosoftei Arhivat în 7 mai 2008, la Wayback Machine. realizată de către Arheoinvest
- Iași - Casa Dosoftei Arhivat în 15 februarie 2008, la Wayback Machine.
- Casa cu arcade a Sfantului Dosoftei, 13 decembrie 2012, Teodor Dănălache, CrestinOrtodox.ro